# Hussam Abu Saleh
Hussam Abu Saleh (arabul: حسام أبو صالح; Sakhnin, Izrael, 1982. május 9. –) palesztin labdarúgó, az Hilal Al-Quds hátvédje, de középpályásként is bevethető.

## Pályafutása

### A válogatottban
2010-ben mutatkozott be a palesztin válogatottban a Szudán elleni mérkőzésen. A továbbiakban a 2010-es Nyugat-ázsiai labdarúgó-bajnokságon, a 2012-es AFC-Kihívás kupa selejtezőn, a 2014-es világbajnokság selejtezőjén és a 2015-ös Ázsia-kupán is a válogatottat erősítette.